# Merghelynck Museum
Het Merghelynck Museum is een museum in de Belgische stad Ieper. Het is het enige museum in Vlaanderen dat in zijn geheel aan de achttiende eeuw is gewijd.

## Ontstaan en geschiedenis tot aan de Eerste Wereldoorlog
Het Merghelynck Museum – officieel Hôtel-Museum Arthur Merghelynck genaamd – is het levenswerk van de Ieperse edelman, genealoog en oudheidkundige Arthur Merghelynck. In 1892 kon hij het grote herenhuis opkopen dat zijn overgrootvader François Merghelynck had laten bouwen toen hij in 1774 in de adelstand werd verheven. Dat neoclassicistische Hôtel Merghelynck was van de hand van de Rijselse architect Thomas Gombert. In 1894, twee jaar na de aankoop van het voorouderlijk herenhuis opende Arthur Merghelynck het Hotel-Museum Arthur Merghelynck en vulde het tot de nok met vooral 18e-eeuwse meubels, alledaagse voorwerpen en kunstwerken.

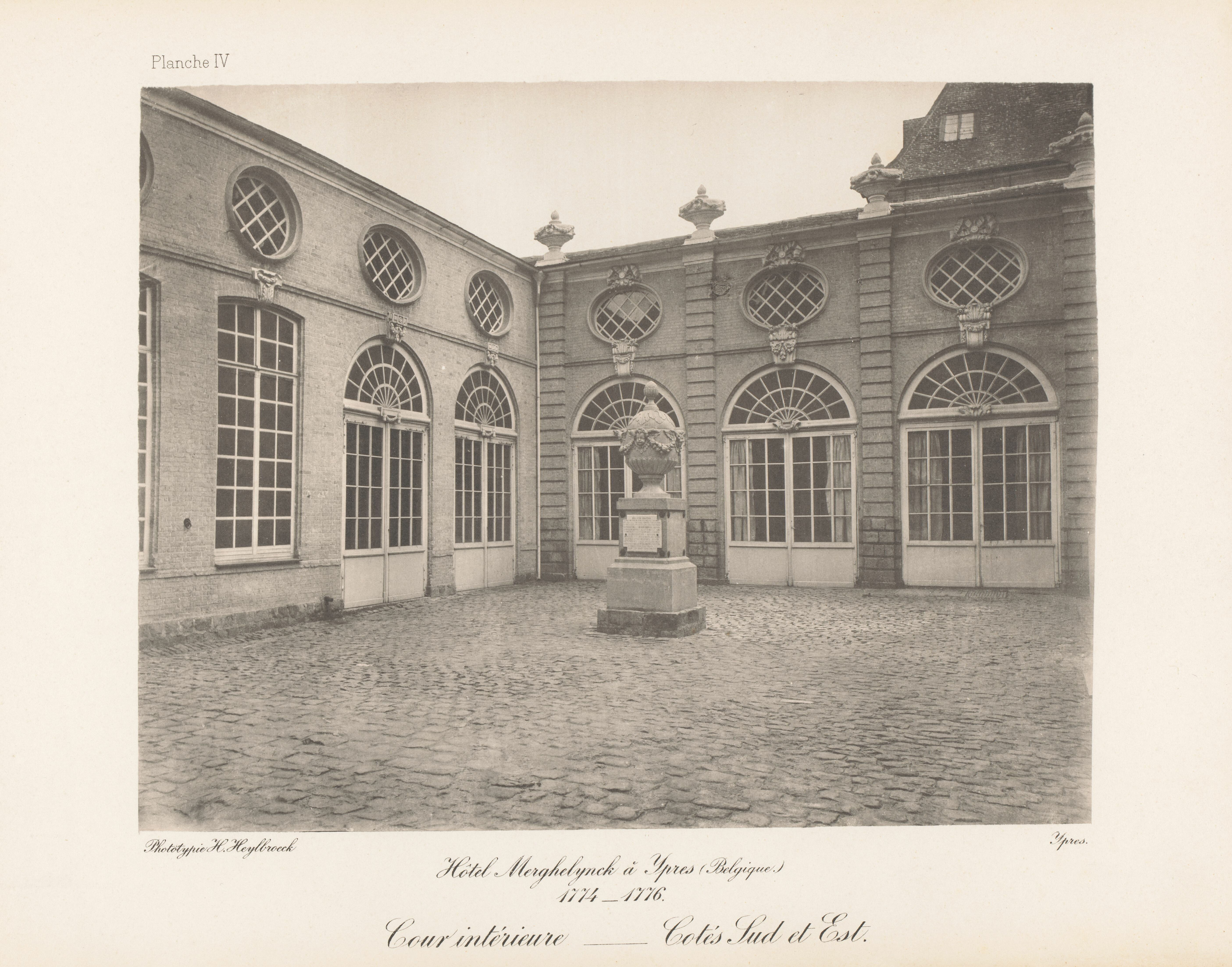
De binnenkoer van het Merghelynck Museum in 1894

Op museologisch vlak was Merghelynck vooruitstrevend: hij creëerde stijlkamers waar het leek alsof de oorspronkelijke bewoners net waren vertrokken, en dat deed hij nog voordat andere musea dezelfde tentoonstellingstechniek gingen gebruiken. Politiek gezien diende het museum van Arthur Merghelynck echter een conservatieve agenda: meer dan 100 jaar na de Franse Revolutie, die de macht van de adel drastisch had verminderd, wilde Merghelynck de levensstijl en het belang van zijn klasse 'vieren' zoals die was in de decennia vlak voor de Revolutie.
Bij zijn overlijden in 1908 liet Merghelynck zijn museum in Ieper na aan de Belgische staat om het ter beschikking te stellen van de Académie royale de Belgique. Ook zijn uitgebreide boekenbezit liet hij aan de staat na en deze wordt heden bewaard als het Fonds Merghelynck in de Koninklijke Bibliotheek van België. Zijn buitenverblijf, Kasteel Beauvoorde, werd dan weer gelegeerd aan de Koninklijke Academie voor Nederlandse Taal- en Letterkunde.
Het museum dat Merghelynck aan de Académie royale had nagelaten, bloeide en bleef tot in de Eerste Wereldoorlog goed functioneren. Op 1 maart 1915 is het 'interprête' Louis Lefebvre uit Parijs die als laatste het bezoekersboek van het Merghelynck Museum tekent. Een dag later slaat een granaat in op de binnenkoer. "Het Merghelynck Museum ziet een collectie oud aardewerk tot kruimels gereduceerd worden," noteert pastoor Delaere in zijn dagboek. Er wordt onmiddellijk gestart met de evacuatie van wat nog te redden valt: eerst naar Poperinge, daarna naar Le Havre en vervolgens naar Le Touquet. Uiteindelijk wordt een deel van de meubelen en kunstwerken tentoongesteld in een Salle flamande in het Petit Palais in Parijs. Het museumgebouw in Ieper wordt intussen volledig verwoest.

## Heropbouw en herinrichting

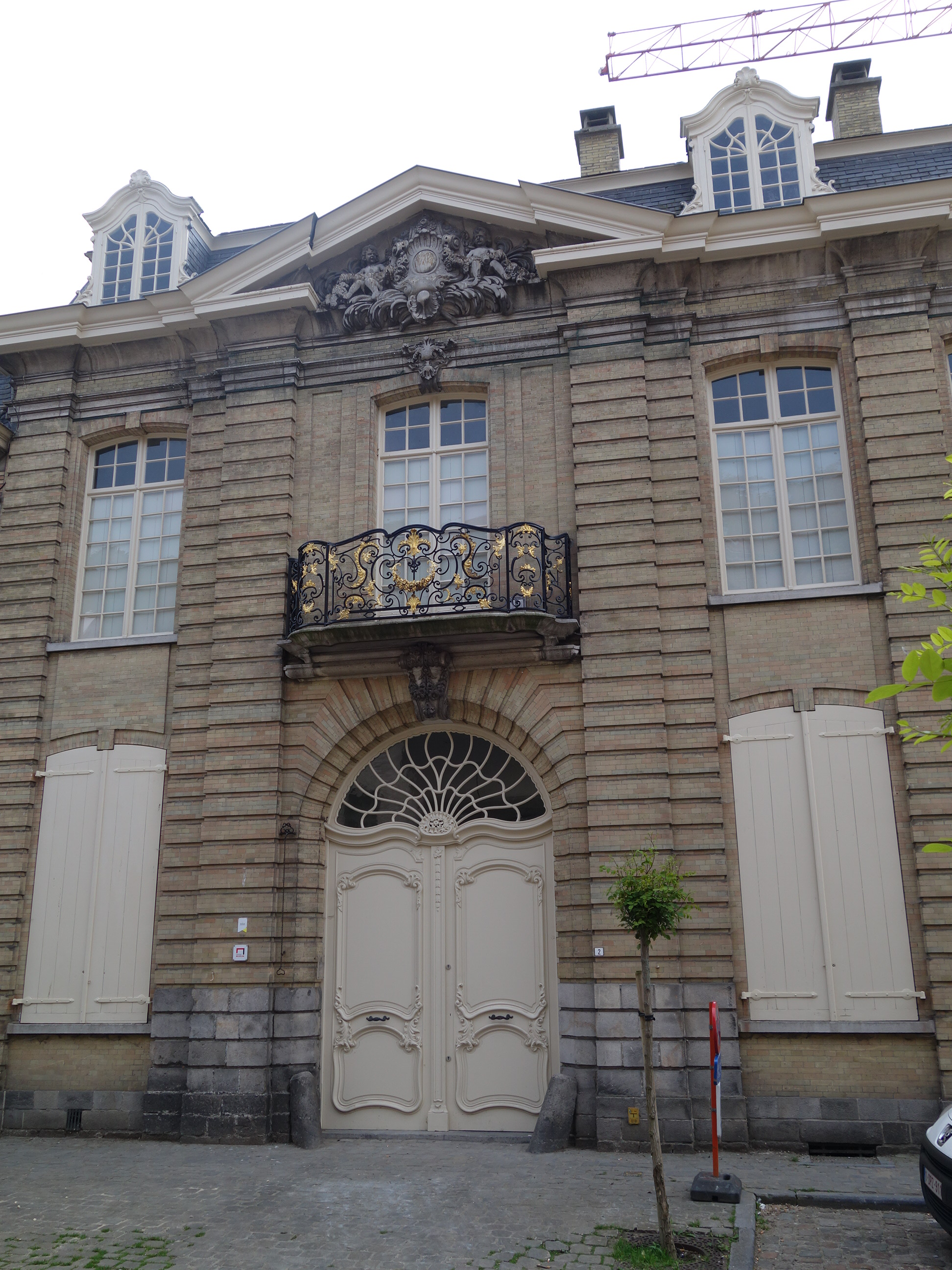
Portaal van het Merghelynck Museum

Na de Eerste Wereldoorlog bestond het Hôtel Merghelynck in Ieper niet meer. De kisten met de collectie keerden terug naar België eerst in het Justitiepaleis in Brussel. Begin 1920 wordt ze overgebracht naar het Paleis der Academiën en in 1923 verhuist ze naar de kelders van de Koninklijke Musea voor Kunst en Geschiedenis. Van 1925 tot 1936 is een deel van de verzameling te zien in het Hôtel Hoffman in Brussel, daarna verdwijnt ze opnieuw in de kelder van het Jubelparkmuseum. Pas in 1931 start onder leiding van Jean-Noël Cloquet de heropbouw van het museum. Die wordt in juli 1933 afgerond. In 1936 neemt Paul Saintenoy de leiding over, maar de overheid bevriest alle verdere financiering. Een jaar later, in 1937, wordt de vzw Les Amis de l'Hôtel-Musée Merghelynck opgericht. De vereniging stelt zich drie doelen: het museum volledig restaureren, het gebouw en de collectie behouden en verrijken, en Ieper promoten als toeristische bestemming.
De uitbraak van de Tweede Wereldoorlog maakt abrupt een einde aan alle werkzaamheden. In 1950 wordt Charles van Renynghe de Voxvrie aangesteld als conservator. Hij krijgt de taak om het interieur te reconstrueren. In 1951 keren het meubilair en de kunstvoorwerpen terug naar Ieper. Veel stukken zijn verloren gegaan of onherstelbaar beschadigd en een exacte reconstructie is onmogelijk. Met de vergoedingen voor oorlogsschade kan Van Renynghe in overleg met de Académie royale de Belgique geschikte vervangstukken kopen. Op 10 juni 1956 opent het museum na 41 jaar opnieuw de deuren. In zijn toespraak geeft Victor Tourneur, namens de Académie royale de Belgique een overzicht van de wederopbouw: "De inrichting (…) is geen exacte kopie van wat Arthur Merghelynck had gerealiseerd. Die oorspronkelijke opstelling was overvloedig en de stichter had het esthetische aspect enigszins verwaarloosd. De reconstructie van de heer Van Renynghe getuigt van een verfijnde smaak. Ze geeft de bezoeker een getrouw beeld van de invloed van de Franse kunst aan het einde van de 18e eeuw in Vlaanderen, en in het bijzonder in Ieper. Dat was wat Arthur Merghelynck wilde nalaten aan het nageslacht."

## Overname door de stad Ieper
In 1978 werd Charles Van Renynghe als conservator opgevolgd door mevrouw Heursel-Angloo. Tijdens haar mandaat wordt het museum in 1983 beschermd als monument. Dankzij bemiddeling van professor Jean-Marie Duvosquel draagt de Académie royale de Belgique op 16 maart 1994 het beheer van het Merghelynck Museum via een erfpachtovereenkomst over aan de stad Ieper. Momenteel staat het Yper Museum in voor de dagelijkse werking.

## Collectie
Het Merghelynck Museum bezit een zeer gevarieerde collectie van zo'n 2500 items: schilderijen, meubels, gravures, textiel, tekeningen en gebruiksobjecten waarvan de meeste uit de 18e eeuw dateren. De collectie wordt als 'gesloten' beschouwd en wordt dus niet langer aangevuld met aankopen of schenkingen.

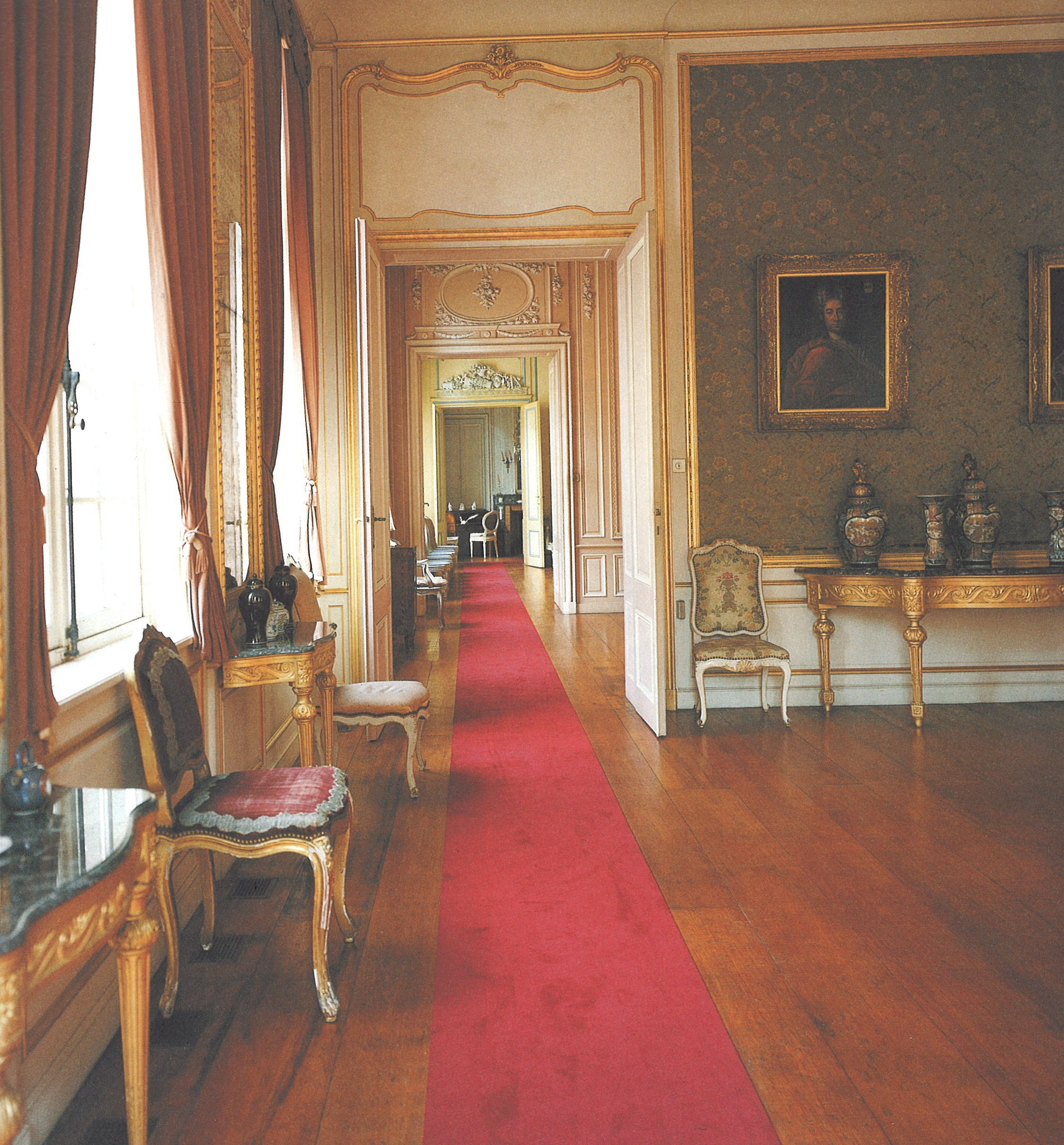
Binnenzicht op de begane grond van het Merghelynck Museum

### Topstukken
Een aantal collectiestukken van het Merghelynck Museum staan op de Vlaamse Topstukkenlijst:
- Een tekening uit 1558 van het praalgraf van hertogin Maria van Bourgondië in de Brugse Onze-Lieve-Vrouwekerk. De tekening werd gemaakt in opdracht van Filips II als model voor het op te richten praalgraf voor hertog Karel de Stoute, de vader van Maria van Bourgondië.[9]

- Een reeks van 22 grote 18e-eeuwse landschapstekeningen met ruïnes van antieke gebouwen. Deze zichten op Rome en omgeving, van de hand van kunstenaars zoals Joseph-Benoît Suvée, Jacques Valcke, Joseph-Barthélémy Le Bouteux of Louis Chaix, werden verzameld door Ieperling Jacques Valcke tijdens zijn 'grand tour', een lang studieverblijf in Italië.[10]

- Een tekening van Louis-Jean Desprez met de aankomst van Marie-Antoinette in het Paleis van de Tuilerieën op 8 juni 1773. Desprez geeft het ogenblik weer waarop de kroonprinses en haar echtgenoot, de latere Lodewijk XVI, het volk groeten vanop het balkon van dit inmiddels verdwenen paleis. In bewaargegeven op het einde van de Eerste Wereldoorlog, werd deze tekening pas in 2007 herontdekt in de Parijse Bibliothèque nationale de France. Op 8 april 2008 werd het teruggegeven aan het Merghelynck Museum.[11]

## Voetnoten
1. ↑  (fr)  Merghelynck, Arthur (1900). Monographie de l'Hôtel-Musée Merghelynck à Ypres. Tyberghein-Fraeys, p. 45-76.
2. ↑  https://www.dbnl.org/tekst/_ver016199901_01/_ver016199901_01_0010.php
3. ↑  Van Acker, Jan (2008). Arthur Merghelynck - Passies van een edelman. Stadsbestuur Veurne, p. 131-9.
4. ↑  Geldhof, Jozef (1974). Oorlogsdagboeken over Ieper, 1914-1915, deel 1. Genootschap voor Geschiedenis, p. 88.
5. ↑  Hotel-Museum Arthur Merghelynck. Statig wonen in de 18de eeuw. Stedelijke Musea Ieper (2001), p. 25-27. ISBN 90-76991-05-7.
6. ↑  Hotel-Museum Arthur Merghelynck. Statig wonen in de 18de eeuw. Stedelijke Musea Ieper (2001), p. 28-33. ISBN 90-76991-05-7
7. ↑  (fr) van Renynghe de Voxvrie, Charles (1957). Tablettes des Flandres VII. A & L Fockenier, p. 326-328.
8. ↑  Hotel-Museum Arthur Merghelynck. Statig wonen in de 18de eeuw. Stedelijke Musea Ieper (2001), p. 34-35
9. ↑  Praalgraf van Maria van Bourgondië
10. ↑  Coekelberghs, Denis, Dewilde, Jan (1996). Bloedmooi: herontdekte 18de-eeuwse tekeningen uit de verzameling van Arthur Merghelynck. Stedelijke Musea Ieper.
11. ↑  (fr)  Préaud, Maxime (2009). Marie-Antoinette aux Tuileries: Au bon temps de la brioche. Revue de la BNF 33 (3): 58–63. ISSN 1254-7700. DOI:10.3917/rbnf.033.0058